# 모래쥐속
모래쥐속(Psammomys)은 쥐과 황무지쥐아과에 속하는 설치류 속이다. 2종을 포함하고 있다.

## 특징
작은 설치류로 꼬리 길이 80~155mm를 제외한 몸길이는 115~185mm이다. 몸무게는 최대 235g이다.

## 분포 및 서식지
아프리카 북부와 근동 지역에 널리 분포한다.

## 하위 종
- 살찐모래쥐 또는 모래쥐 (Psammomys obesus)
- 가는모래쥐 또는 홀쭉이모래쥐 (Psammomys vexillaris)